# Лансдаун (Меріленд)
Лансдаун (англ. Lansdowne) — переписна місцевість (CDP) в США, в окрузі Балтимор штату Меріленд. Населення — 9004 особи (2020).

## Географія
Лансдаун розташований за координатами 39°14′8″ пн. ш. 76°39′53″ зх. д. / 39.23556° пн. ш. 76.66472° зх. д. (39.235585, -76.664633).  За даними Бюро перепису населення США в 2010 році переписна місцевість мала площу 6,22 км², з яких 5,90 км² — суходіл та 0,33 км² — водойми.

## Демографія
Згідно з переписом 2010 року, у переписній місцевості мешкало 8409 осіб у 3057 домогосподарствах у складі 2132 родин. Густота населення становила 1351 особа/км².  Було 3255 помешкань (523/км²).
Расовий склад населення:
| - 67,0 % — білих - 23,9 % — чорних або афроамериканців - 2,1 % — азіатів - 0,2 % — корінних американців - 3,7 % — осіб інших рас |

До двох чи більше рас належало 3,0 %. Частка іспаномовних становила 7,7 % від усіх жителів.
За віковим діапазоном населення розподілялося таким чином: 28,6 % — особи молодші 18 років, 60,4 % — особи у віці 18—64 років, 11,0 % — особи у віці 65 років та старші. Медіана віку мешканця становила 30,8 року. На 100 осіб жіночої статі у переписній місцевості припадало 87,3 чоловіків;  на 100 жінок у віці від 18 років та старших — 82,4 чоловіків також старших 18 років.
Середній дохід на одне домашнє господарство  становив 49 749 доларів США (медіана — 42 267), а середній дохід на одну сім'ю — 53 015 доларів (медіана — 49 792). Медіана доходів становила 40 164 долари для чоловіків та 33 125 доларів для жінок. За межею бідності перебувало 23,3 % осіб, у тому числі 40,9 % дітей у віці до 18 років та 7,9 % осіб у віці 65 років та старших.
Цивільне працевлаштоване населення становило 3563 особи. Основні галузі зайнятості: освіта, охорона здоров'я та соціальна допомога — 16,6 %, роздрібна торгівля — 13,4 %, мистецтво, розваги та відпочинок — 12,5 %, будівництво — 12,0 %.